# Shelburne (New Hampshire)
Pour les articles homonymes, voir Shelburne.
Shelburne est une municipalité américaine située dans le comté de Coös au New Hampshire. Selon le recensement de 2010, sa population est de 372 habitants.

## Géographie
La municipalité s'étend sur 48,80 milles carrés (126,39 km2), dont 0,85 milles carrés (2,2 km2) d'étendues d'eau.

## Histoire
Fondée en 1769, la localité est nommée en l'honneur de William Petty FitzMaurice, comte de Shelburne. Elle devient une municipalité en 1820. En 1836, la bourgade de Shelburne Addition se sépare de la municipalité, formant Gorham.